# Almudena Villegas Becerril
Almudena Villegas Becerril (Córdoba, 2 de julio de 1964) es una historiadora, escritora, y experta gastrónoma española.

## Biografía
Formada en la Universidad de Córdoba, donde se licenció en Geografía e Historia con especialidad en el mundo antiguo, y formada en dietética y nutrición. Doctora (cum laude) por la Universidad de Córdoba y profesora de universidad.
Es autora de diversas obras de investigación gastronómica, empresaria y miembro de la Real Academia de Gastronomía desde el año 2009. Es también presidente de Garum Gourmet y directora de la Revista Española de Cultura Gastronómica, editada por la Real Academia de Gastronomía. Parte de su formación como historiadora para utilizar las ciencias de la gastronomía como herramienta de conocimiento de diferentes culturas y épocas históricas.
Ha impartido cursos y conferencias en España y en otros países como Colombia, Francia, México, Paraguay o Ecuador.

## Premios
Recibió el Premio Nacional de Investigación en Gastronomía a su publicación: "Gastronomía romana y dieta mediterránea: el recetario de Apicio", publicado en 2002 por la Universidad de Córdoba y reeditado en el año 2011. 
Su libro "Saber del Sabor. Manual de Cultura Gastronómica" consiguió el Premio Nacional de Gastronomía 2008, concedido por la Real Academia de Gastronomía; el Prix Litteraire Gastronomique de la Academia Internacional de Gastronomía, y también el Gourmand World Cookbook, al mejor libro de historia de la gastronomía en el mismo año. 
El año 2015 ganó el Gourmand World Cookbook nuevamente por su colección de manuales de cocina para profesionales, publicados con Ideas Propias Editorial.  
En el año 2017, su libro "Triclinium", ganó el Premio Nacional de Gastronomía a la Mejor Publicación, y también el Gourmand World Cookbook, a la mejor obra de novela histórica. 

## Obras

### Temática
Ha escrito numerosas obras cuya temática, centrada en la historia de la alimentación y la gastronomía, incluye géneros como el ensayo y obras históricas. También ha publicado numerosos manuales de cocina y artículos de prensa. Todos ellos están escritos en clave gastronómica, en el entendimiento de que el conocimiento de las ciencias de la gastronomía aportan un gran interés a diferentes géneros literarios y es fuente importante de conocimiento histórico.
- Gastronomía Romana y Dieta Mediterránea, Córdoba, 2001, Servicio de Publicaciones de la Universidad de Córdoba.

- Aceite de Oliva y Cocina Antigua, Córdoba, 2003, Diputación de Córdoba y Edisur.
- Saber del Sabor. Manual de Cultura Gastronómica, Córdoba, 2008, Editorial Almuzara.
- Salmorejo: historia de un viaje milenario, Córdoba, 2010, Editorial Almuzara.
- Elaboración y exposición de comidas en el bar y cafetería, Vigo, 2012, Editorial Ideaspropias.
- Los fogones de Ziryab: recetas selectas de la escuela de cocina Ziryab.
- Córdoba Gastronómica: Cocina, cultura, territorio. Córdoba, 2012, Editorial Almuzara.
- Cocina creativa o de autor, Vigo, 2015, Editorial Ideaspropias.
- Cocina española e internacional, Vigo, 2015, Editorial Ideaspropias.
- Decoración y exposición de platos, Vigo, 2015, Editorial Ideaspropias.
- Elaboraciones básicas de repostería y postres elementales, Vigo, 2015, Editorial Ideaspropias.
- Elaboraciones básicas y platos elementales con carnes, aves y caza, Vigo, 2015, Editorial Ideaspropias.
- Elaboraciones básicas y platos elementales con hortalizas, legumbres secas, pastas, arroces y huevos, Vigo, 2015, Editorial Ideaspropias.
- Elaboraciones básicas y platos elementales con pescados, crustáceos y moluscos, Vigo, 2015, Editorial Ideaspropias.
- Preelaboración y conservación de carnes, aves y caza, Vigo, 2015, Editorial Ideaspropias.
- Preelaboración y conservación de pescados, crustáceos y moluscos, Vigo, 2015, Editorial Ideaspropias.
- Preelaboración y conservación de vegetales y setas, Vigo, 2015, Editorial Ideaspropias.
- Realización de elaboraciones básicas y elementales de cocina y asistir en la elaboración culinaria, Vigo, 2015, Editorial Ideaspropias.
- Grandes maestros de la historia de la gastronomía. De Apicio a Julia Child, Córdoba, 2015, Editorial Almuzara.
- SmartFood, Córdoba, 2015, Editorial Almuzara.
- Carbonell: 150 años en casa. Libro de recetas de familia, Córdoba, 2016.
- Triclinium, Córdoba, 2016, Editorial Almuzara.
- Ciencias de la Gastronomía. Teoría y Método, Córdoba, 2019, Editorial Almuzara.
- Culinary Aspects of Ancient Rome. Ars Cibaria, Newcastle upon Tyne, 2021, Editorial Cambridge Scholars Publishing.
- Luxus Mensae. Sociedad y alimentación en Roma, Madrid, 2021, Editorial Tirant Lo Blanc.
- La Cocina Hebrea. Alimentación del pueblo judío en la Biblia, 2023, Editorial Almuzara.
- Recetario Hebreo, 2023, Editorial Almuzara.
- La amenaza de la alimentación. Cuando comer se convirtió en un problema, 2024, Editorial Almuzara.